# Aliança Verda (Espanya)
Aliança Verda (AV) és un partit polític espanyol ecologista i ecosocialista, situat ideològicament a l'esquerra. Va ser creat el 10 de juny de 2021 en el si de la coalició electoral d'Units Podem.

## Història
El partit va néixer a partir dels militants verds, amb d'altres militants procedents d'altres organitzacions socials ecologistes, que van romandre a Unides Podemos després de la sortida d'EQUO, que es va acabar integrant a Més País el 2019. La COVID-19 va fer que la presentació del nou partit fos postposada al 10 de juny de 2021, a Madrid, pel seu coordinador federal, Juan López de Uralde, diputat i president de la Comissió de Transició Ecològica al Congrés dels Diputats, al costat de la coordinadora andalusa Carmen Molina, exdiputada del Parlament d'Andalusia, i del coordinador del País Valencià, Julià Álvaro, exsecretari de Medi Ambient de la Generalitat Valenciana. Al seu costat, el Comitè Executiu d'Aliança Verda l'integren, de manera paritària, Carmen Tejero, militant històrica dels Verds, Fernando Rodrigo, expresident d'ISTAS a CCOO, i Beatriz del Clot, responsable de comunicació del partit.
Es van estrenar a les autonòmiques de Castella i Lleó de 2022 com a part d'Units Podem, coalició que va obtenir un diputat, Pablo Fernández. De cara a les eleccions andaluses de 2022, Aliança Verda va donar suport a la coalició Per Andalusia, mentre que a les eleccions autonòmiques i municipals de 2023 va formar part de coalicions amb Podemos.